# 尚明
尚 明（しょう あきら、1915年4月5日 - 1991年6月11日）は、日本の官僚。元日本住宅公団副総裁。

## 略歴
琉球王国最後の国王・尚泰王の六男・尚光の息子として東京都に生まれる。1933年旧制武蔵高等学校卒業後、1938年に東京帝国大学を卒業し、大蔵省営繕管財局へ入省。1964年、建設省住宅局長を経て、1966年には日本住宅公団理事となり、1971年には日本住宅公団の副総裁に就任。その後も日本住宅リフォームセンター（現在の住宅リフォーム・紛争処理支援センター）初代理事長をはじめ住宅産業情報サービス、性能保証住宅登録機構などの理事長を務めた。
また、日本におけるダイニングキッチンの発明者としても知られている。詳細はNHKのテレビ番組『プロジェクトX〜挑戦者たち〜』（妻へ送ったダイニングキッチン〜勝負は一坪・住宅革命の秘密〜）に詳しい。
現在、尚明の功績を称え、住宅リフォーム・紛争処理支援センター主催の「住まいのリフォームコンクール」では、国土交通大臣賞や住宅リフォーム・紛争処理支援センター理事長賞とならび、その名を冠し、尚明賞として、マンションリフォームで優秀な作品に与えられる賞を設けている。墓所は多磨霊園。
妻はたこさんウィンナーの考案者として有名な料理研究家の尚道子。